# All Because of You (Julia Volkova)
All Because of You è il primo singolo da solista della cantante russa Julia Volkova (che insieme a Lena Katina formava le t.A.T.u.), pubblicato l'11 novembre 2011.

## Descrizione
La canzone è stata registrata in Svezia ed è stata prodotta da Niclas Molinder, Joacim Persson, Johan Fransson, Tim Larsson e Tobias Lundgren.
Dopo aver annunciato di aver ufficialmente firmato con l'etichetta russa Gala Records, affiliata alla EMI Records, la cantante dichiarò che il suo primo singolo, All Because of You (in russo: Sdvinu mir), sarebbe uscito a fine agosto 2011, accompagnato da un video musicale. Due settimane dopo l'annuncio, il suo sito ufficiale riportò che la cantante sarebbe tornata in studio per completare un'ulteriore sessione di registrazione per il brano, e che il singolo sarebbe uscito ufficialmente in ottobre. Per la terza volta, l'uscita fu rimandata a novembre. La canzone fu cantata per la prima volta a Rio de Janeiro il 17 novembre 2011, durante il tour promozionale di Volkova in Sud America. 
La versione russa, Sdvinu mir (in russo Сдвину мир?), debuttò su Lenta.ru l'11 novembre 2011.

## Video musicale
Nel videoclip del brano, diretto da Evan Winter e girato a Los Angeles, la cantante è vittima delle ossessioni amorose di una sua amica, che nelle scene della clip immagina di impersonificare il ragazzo di Julia e di avere rapporti sessuali con lei. La gelosia morbosa della donna la conduce a nascondere una bomba nell'auto dell'uomo a sua insaputa; tuttavia, alla fine del video, la ragazza deciderà di coinvolgere anche se stessa nell'esplosione, togliendosi la vita. Il video termina con Julia nei pressi dell'auto ormai esplosa.
Il video musicale è stato pubblicato il 2 dicembre 2011 in anteprima sul canale russo ELLO e sul sito di Volkova. Le medesime scene sono state utilizzate anche per la versione russa del brano, il cui video è stato pubblicato su YouTube il 9 dicembre 2011.
Molti fan hanno riscontrato una forte somiglianza con il video di 30 Minutes delle t.A.T.u.

## Tracce
1. All Because of You – 3:11

Versione russa
1. Sdvinu mir – 3:10